# خانه محمد دایی‌زاده
خانه محمد دایی زاده مربوط به دوره قاجار است و در اردکان، کوی خراسانی، کوچه رفیعی، پلاک ۴۳ واقع شده و این اثر در تاریخ ۲۸ اسفند ۱۳۸۵ با شمارهٔ ثبت ۱۸۶۶۸ به‌عنوان یکی از آثار ملی ایران به ثبت رسیده‌است.